# Esther Núñez Morera
Esther Núñez Morera (Sabadell, Vallès Occidental, 5 de febrer de 1981) és una nedadora catalana, especialitzada en proves de llarga distància i en aigües obertes. És la primera catalana que ha guanyat una Copa del Món de natació en aigües obertes, i ho ha fet dues vegades. Al setembre del 2018 va anunciar que es retirava de l'alta competició. Està casada amb el també nedador de llarga distància argentí Damián Blaum.
Va començar a nedar als quatre anys. És graduada en Magisteri i llicenciada en Ciències de l'Activitat Física i l'Esport. És membre del Club Natació Sabadell. Viu mig any a l'Argentina i l'altra meitat a Sabadell. Ha estat sis vegades campiona de Catalunya de gran fons pel fet d'haver guanyat la Travessia del Port de Barcelona els anys 1998, 1999, 2001, 2002, 2003 i 2006. És també campiona d'Espanya de 25 km (2003), 15 km (2005) i 10 km (2006), a més de guanyar el 50è Descens de la Ria de Navia (2007), que portava aparellat el títol estatal. Ha participat en les proves de llarga distància més importants del món, que constitueixen la Copa del Món Gran Premi FINA, de manera que ha estat campiona de la Copa del Món de natació en aigües obertes (2007 i 2012), subcamiona (els anys 2010, 2011 i 2013) i tercera classificada (2014 i 2015). Ha anunciat que ben aviat publicarà una autobiografia sobre la seva trajectòria com a nedadora d'aigües obertes, text que durà per títol Aigües obertes.

## Premis[1]
- Medalla d'or de serveis distingits de la federació espanyola (2005)
- Medalla extraordinària al mèrit esportiu de la federació espanyola (2007)
- Campiona mundial de la FINA d'aigües obertes (2007)[9]
- Medalla al mèrit esportiu de la federació catalana (2007)
- Millor esportista de Sabadell del 2007[4]
- Mencions especials de la federació catalana (2006, 2007)
- Campiona mundial de la FINA d'aigües obertes (2007)[9]
- Medalla de bronze en la Copa del Món de Natació en Aigües Obertes (2014)[10]
- Campiona de la Marató de Cadaqués (2014)[11]
- Insígnia d'or de la Federació Espanyola de Natació (2019)[12]